# Timonius singularis
Timonius singularis är en måreväxtart som först beskrevs av Ferdinand von Mueller, och fick sitt nu gällande namn av Lindsay Stewart Smith. Timonius singularis ingår i släktet Timonius och familjen måreväxter. Inga underarter finns listade i Catalogue of Life.